# Zeski
Zeski é o terceiro álbum de estúdio do cantor e compositor brasileiro Tiago Iorc, lançado em 29 de julho de 2013, através do selo discográfico SLAP da gravadora Som Livre.
Em 30 de abril de 2013, foi lançado o primeiro single do álbum, "It's a Fluke". Em 21 de maio de 2013, "Música Inédita", que contém participação especial da cantora Maria Gadú, foi lançada como segundo single do projeto. Em 10 de junho de 2013, a canção "Forasteiro", que contém a participação especial de Silva, foi lançada como terceiro e último single. Zeski conta com uma releitura, "Tempo Perdido", da banda Legião Urbana. Este é o primeiro disco em que Iorc canta em língua portuguesa.

## Recepção da crítica
Zeski foi recebido muito bem pela crítica especializada. André Felipe De Medeiros, do site Monkeybuzz afirmou que "Tiago Iorc soube unir o teor Pop de seu Let Yourself In (seu primeiro disco) com a densidade de Umbilical (seu segundo disco), sabendo aproveitar o melhor de cada disco para criar uma obra introspectiva, mas ainda convidativa." O blog MúsicaEstática disse que "Zeski é um bom cd que olha para o passado do seu autor sem se desconectar totalmente dos dois outros álbuns da sua discografia. Aponta que Tiago Iorc sabe o que está fazendo, com rigor conceitual, sem transgredir ou atirar para todo lado." O site TerritórioDaMúsica deu 3 de 5 estrelas para o álbum.

## Turnê Zeski
O show de estreia da "Turnê Zeski " ocorreu no dia 17 de agosto de 2013 no Grande Teatro do Sesc Palladium em Belo Horizonte, a turnê era para ter estreada Ponta Grossa, mas não ocorreu.
| Turnê Zeski datas      | Turnê Zeski datas | Turnê Zeski datas | Turnê Zeski datas      |            |
| Data                   | Cidade            | País              | Local                  |            |
| Na América             | Na América        | Na América        | Na América             | Na América |
| ---------------------- | ----------------- | ----------------- | ---------------------- | ---------- |
| 17 de agosto de 2013   | Belo Horizonte    | Brasil            | Sesc Palladium         |            |
| 18 de agosto de 2013   | Recife            | Brasil            | Teatro Santa Isabel    |            |
| 23 de agosto de 2013   | Blumenau          | Brasil            | Teatro Carlos Gomes    |            |
| 24 de agosto de 2013   | Itajaí            | Brasil            | Teatro Municipal       |            |
| 6 de setembro de 2013  | São Paulo         | Brasil            | Teatro GEO             |            |
| 7 de setembro de 2013  | São Paulo         | Brasil            | Teatro GEO             |            |
| 15 de setembro de 2013 | Curitiba          | Brasil            | Teatro Guaíra          |            |
| 20 de setembro de 2013 | Ouro Preto        | Brasil            | Casa da Ópera          |            |
| 22 de setembro de 2013 | Manaus            | Brasil            | Teatro Direcional      |            |
| 27 de setembro de 2013 | Maringá           | Brasil            | MPB Bar                |            |
| 4 de outubro de 2013   | Salvador          | Brasil            | Teatro ISBA            |            |
| 6 de outubro de 2013   | Fortaleza         | Brasil            | Teatro Via Sul         |            |
| 12 de outubro de 2013  | Caxias do Sul     | Brasil            | Teatro da UCS          |            |
| 31 de outubro de 2013  | Goiânia           | Brasil            | Bolshoi                |            |
| 1 de novembro de 2013  | Brasília          | Brasil            | Teatro Oi              |            |
| 6 de novembro de 2013  | Rio de Janeiro    | Brasil            | Teatro Oi Casagrande   |            |
| 24 de novembro de 2013 | Londrina          | Brasil            | Teatro Marista         |            |
| 30 de novembro de 2013 | Porto Alegre      | Brasil            | Teatro Bourbon Country |            |
| 1 de dezembro de 2013  | Novo Hamburgo     | Brasil            | Teatro Feevale         |            |
| 14 de dezembro de 2013 | Florianópolis     | Brasil            | Teatro CIC             |            |

## Lista de faixas
| N.º | Título                                               | Compositor(es)                   | Duração |  |
| 1.  | "Skin Deep"                                          | Tiago Iorc                       | 3:34    |  |
| 2.  | "What Would You Say"                                 | Iorc                             | 3:31    |  |
| 3.  | "Life of My Love"                                    | Iorc                             | 2:54    |  |
| 4.  | "Yes and Nothing Less"                               | Iorc                             | 3:40    |  |
| 5.  | "It's a Fluke"                                       | Iorc Jesse Harris Maycon Ananias | 3:24    |  |
| 6.  | "Shelford Road"                                      | Iorc                             | 3:53    |  |
| 7.  | "Zeski" (Instrumental Theme)                         | Iorc                             | 2:52    |  |
| 8.  | "Um Dia Após o Outro" (participação de Daniel Lopes) | Iorc Lopes                       | 3:15    |  |
| 9.  | "Forasteiro" (participação de Silva)                 | Iorc Lucas Souza Ananias         | 2:49    |  |
| 10. | "Música Inédita" (participação de Maria Gadú)        | Duca Leindecker                  | 3:33    |  |
| 11. | "Tempo Perdido"                                      | Renato Russo                     | 4:48    |  |

| Faixa bônus da edição coreana |                                       |                     |         |  |
| N.º                           | Título                                | Compositor(es)      | Duração |  |
| 12.                           | "It's a Fluke" (participação de Yojo) | Iorc Harris Ananias |         |  |

## Trilha Sonora
Iorc já tem um histórico de músicas que fizeram parte de novelas. Em Zeski, a canção "It's a Fluke" foi trilha sonora da novela da TV Globo, Flor do Caribe. Tema das personagens Carol e Lino.